# 八衣绒乡
八衣绒乡，是中华人民共和国四川省甘孜藏族自治州雅江县下辖的一个乡镇级行政单位。

## 行政区划
八衣绒乡下辖以下地区：
鲁日村、鲁柯村、茨马绒村、巴扎村、格日村和木灰村。